# Pullospora macrospora
Pullospora macrospora är en svampart som beskrevs av Nag Raj 1993. Pullospora macrospora ingår i släktet Pullospora, divisionen sporsäcksvampar och riket svampar.   Inga underarter finns listade i Catalogue of Life.